# Elatostema pseudobrachyodontum
Elatostema pseudobrachyodontum es una especie de planta del género Elatostema, perteneciente a la familia Urticaceae.

## Taxonomía
Elatostema pseudobrachyodontum fue descrita por Wen Tsai Wang en 1982.

## Distribución
Se encuentra en el territorio sudeste de China.